# The Old Brewery
The Old Brewery (en inglés: "La antigua cervecería") fue el nombre dado al edificio de la Coulthard's Brewery, construido en 1792 en la parte central del bajo Manhattan, en terrenos que entonces eran las afueras de la ciudad de Nueva York (Estados Unidos), luego de que fue incluido dentro de los límites de la ciudad dentro del barrio de los Five Points, volviéndose un edificio de inquilinato de pobres y criminales luego de la depresión económica de 1837.

## Coulthard Brewery
La cervecería fue construida por Isaac Coulthard en 1792, al sureste del cuerpo de agua fresca conocido como el Collect Pond. La cervecería luego estuvo envuelta en el caso legal Dewhurst v. Coulthard, que llegó hasta la Corte Suprema; la corte rehusó atender el caso señalando que no había avanzado hasta ese nivel de acuerdo al debido proceso legal, estableciendo firmemente el precedente de que la corte sólo escucharía casos que cumplan con esa formalidad (3 U.S. 409).

## Relleno del Collect Pond
Luego de un siglo de ser gradualmente contaminada por industrias ubicadas en sus orillas, el Collect Pond fue rellenado. Ese proyecto se completó alrededor de 1811–1812.

## Nuevas calles y construcción de vías
Luego del relleno del Collect Pond, las calles existentes fueron extendidas hacia nuevas calles abiertas en la tierra ganada. Inmediatamente al frente de la cervecería pasaba Cross Street en dirección noreste a sudoeste. Orange Street cruzaba Cross justo al norte de la cervecería. Desde esta intersección, se abrió Anthony Street con rumbo noroeste, creando un lote de terreno triangular. Este se convirtió en la infame intersección de las Five Points (en inglés: "Cinco esquinas"). Hacia el oeste de este punto corría una calle corta llamada Little Water Street , que creó un lote triangular conocido como Paradise Park (también conocido como Paradise Square); la cervecería estaba cruzando la calle de Paradise Park en lado sur de Cross Street.

## Cierre de la cervecería
Isaac Coulthard murió en 1812 y su hijo William (también un cervecero) murió en 1822. Luego, otras personas administraron la cervecería, incluyendo a Joseph Barnes en 1827.

## La cervecería se vuelve un edificio y una guarida criminal
Luego de la crisis financiera conocida como el pánico de 1837, la Coulthard's Brewery fue convertida al uso residencial y se hizo conocida como "The Old Brewery". Los Five Points se convirtieron en un barrio bajo dentro de una década luego del relleno del Collect Pond, y la Old Brewery se convirtió en un edificio sin ley, tuguruzado, sucio e infestado de enfermedades.
Las descripciones comunes que hay sobre el edificio incluían un callejón de un metro de ancho que llevaba a una habitación llamada "Den of Thieves" (en inglés: la "Guarida de los ladrones"). Setenta y cinco hombre, mujeres y niños, negros y blancos, establecieron su vivienda ahí sin muebles u otros servicios. Muchas mujeres eran prostitutas y atendían ahí a sus clientes. Al otro lado, el pasaje era conocido como el "Murderers Alley" (en inglés: "Callejón de los asesinos") y era todo lo que el nombre implicaba. Las cavas de la antigua cervecería fueron divididas en veinte habitaciones que habían sido utilizadas previamente como almacén de maquinaria, y había alrededor de setenta y cinco ambientes en los pisos altos. Durante su periodo de mayor ocupación, el edificio albergó más de 1000 hombres, mujeres y niños. De acuerdo con el historiador Herbert Asbury, las cuadrillas de demolición encontraron huesos humanos en las cavas y dentro de las paredes.

## Demolición y construcción de la misión cristiana
The Old Brewery fue comprada en 1852 por las Damas Metodistas de la Misión. Fue demolida en diciembre de 1852 y reemplazada por un nuevo edificio llamado la New Mission House at the Five Points. Más de cuarenta años después, la casa misión sería reemplazada por un edificio más grande.

## En la cultura popular
The Old Brewery se muestra en la película de Martin Scorsese de 2002 Gangs of New York como la Misión Cristiana de los Five Points, edificio de inquilinato y lugar de esparcimiento de pobres. El videojuego de 2012 Assassin's Creed III mostraba el "Boston Brawlers Tournament" en Boston, Massachusetts, dentro de una antigua cervecería modelada según el antiguo edificio de los Five Points.